# 笠井重治

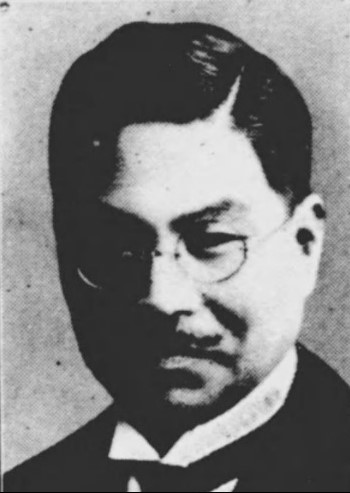
笠井重治

笠井 重治（かさい じゅうじ、1886年7月14日 - 1985年4月10日）は、日本の政治家。衆議院議員（3期）。

## 経歴
山梨県南巨摩郡西島村（中富町を経て現身延町）出身。1904年（明治37年）に渡米。1913年（大正2年）シカゴ大学政治学科卒、ハーバード大学大学院で国際法と外国史を専攻する。
帰国後、東京市会議員、同参事会員となる。1930年（昭和5年）の第17回衆議院議員総選挙から郷里の山梨県から無所属で立候補したが落選続きで、1936年（昭和11年）の第19回衆議院議員総選挙でトップで初当選した。以来当選3回。阿部内閣で拓務参与官を務めた。
1941年（昭和16年）5月、衆議院中南米視察団に参加。途中、篠原陸朗代議士とともに視察団から離れワシントンD.C.に赴いたが日米関係悪化。同年11月2日、サンフランシスコを出発する引き揚げ船、龍田丸に乗船して帰国した。
1942年（昭和17年）の第21回衆議院議員総選挙では翼賛政治体制協議会の非推薦候補だったため落選。1946年（昭和21年）の第22回衆議院議員総選挙で当選した。翌1947年（昭和22年）の第23回衆議院議員総選挙で落選した。同年、日米文化振興会会長に就任。1949年（昭和24年）、シカゴ大学の招請により日米文化振興会会長として渡米。渡米に際しては、昭和天皇に拝謁を行う機会を得た。
この他国際出版印刷、国際産業の各社長を務めた。1985年死去。98歳没。墓所は多磨霊園。